# هانس نيلسن هاوغ
هانس نيلسن هاوغ (بالنرويجية البوكمول: Hans Nielsen Hauge)‏ هو داعية وكاتب نرويجي، ولد في 3 أبريل 1771 في أوستفولد في النرويج، وتوفي في 29 مارس 1824 في كريستيانية في النرويج.

## وصلات خارجية
- هانس نيلسن هاوغ على موقع الموسوعة البريطانية (الإنجليزية)
- هانس نيلسن هاوغ على موقع ميوزك برينز (الإنجليزية)